# Вагошка
Вагошка — деревня в Осьминском сельском поселении Лужского района Ленинградской области.

## История
Впервые упоминается в писцовых книгах Шелонской пятины 1498 года, как деревня Логошка — пуста, было 2 обжи в Сумерском погосте Новгородского уезда.
Деревня Вагошка на озере Которском (Спасском) обозначена на карте Санкт-Петербургской губернии Ф. Ф. Шуберта 1834 года.

ВАГОШКА — деревня принадлежит её величеству, число жителей по ревизии: 13 м. п., 18 ж. п. (1838 год)

Деревня Вагошка отмечена на карте профессора С. С. Куторги 1852 года.

ЗАГОШКИ — деревня Гдовского её величества имения, по просёлочной дороге, число дворов — 7, число душ — 14 м. п. (1856 год)

ВАГОШКА — деревня удельная при озере Котарском, число дворов — 8, число жителей: 13 м. п., 19 ж. п. (1862 год)

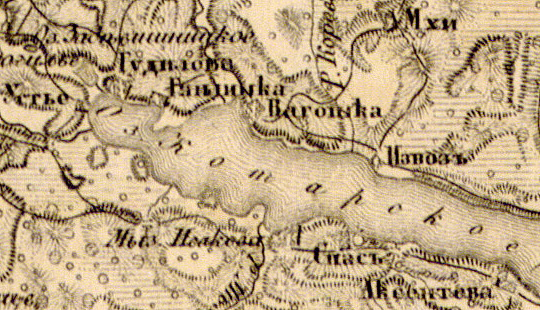
Деревня Вагошка на карте 1863 года

В XIX — начале XX века деревня административно относилась к Осьминской волости 2-го земского участка 1-го стана Гдовского уезда Санкт-Петербургской губернии.
По данным «Памятной книжки Санкт-Петербургской губернии» за 1905 год деревня называлась Волошка и образовывала Волошское сельское общество.

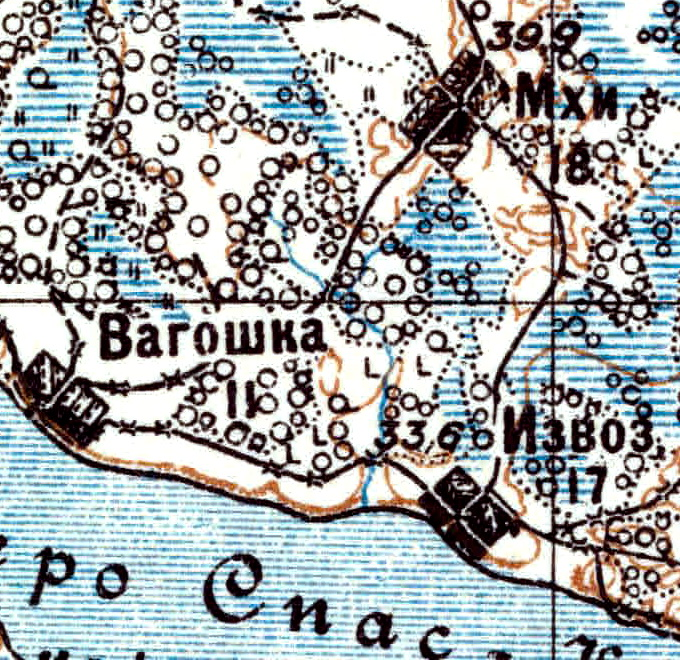
Деревня Вагошка карте 1926 года

Согласно топографической карте 1926 года деревня называлась Вагошка и насчитывала 11 крестьянских дворов.
По данным 1933 года деревня Вагошка входила в состав Будиловского сельсовета Осьминского района.
По данным 1966 года деревня Вагошка входила в состав Будиловского сельсовета Лужского района.
По данным 1973 и 1990 годов деревня Вагошка входила в состав Рельского сельсовета Лужского района.
В 1997 году в деревне Вагошка Рельской волости проживал 1 человек, в 2002 году — 6 человек (русские — 83 %).
В 2007 году в деревне Вагошка Осьминского СП не было постоянного населения.

## География
Деревня расположена в западной части района к востоку от автодороги 41К-020 (Сижно — Осьмино).
Расстояние до административного центра поселения — 30 км.
Расстояние до ближайшей железнодорожной станции Молосковицы — 76 км.
Деревня находится на северном берегу Спасс-Которского озера.

## Демография
| 1838 | 1862 | 1997 | 2007 | 2010 | 2017 |
| ---- | ---- | ---- | ---- | ---- | ---- |
| 31   | ↗32  | ↘1   | ↘0   | ↗8   | ↘0   |

## Достопримечательности
Деревянная часовня постройки второй половины XIX века.

## Улицы
Рябиновая.